# Taurský dálniční tunel
Taurský dálniční tunel (německy Tauern Autobahntunnel) je dálniční tunel na rakouské dálnici A10 (Tauern Autobahn) v Radstadtských Taurách ve spolkové zemi Salcbursko. Se svojí délkou 6,6 kilometru je 6. nejdelším rakouským tunelem. Mýtné za průjezd Taurským a Katschberským tunelem činí 15,50 €, samostatně průjezd stojí 7,50 €.

## Historie
První, západní, tubus byl pro dopravu otevřen 21. června 1975.
29. května 1999 došlo v tunelu k vážné dopravní nehodě, při které zahynulo 12 lidí a dalších 50 bylo zraněno. Do kolony aut stojících před semaforem narazil kamion a následně se srazilo 60 automobilů. Vzniklý požár navíc silně poškodil vnitřní vybavení tunelu, který musel být kvůli rekonstrukci na tři měsíce uzavřen. K znovuotevření došlo 28. srpna téhož roku.
Nehoda urychlila přípravu výstavby druhého tubusu, který by vyloučil vážné nehody a dopravní zácpy.

## Stavba
Severní portál tunelu se nachází v nadmořské výšce 1241 m a jižní ve výšce 1340 m. Právě jižní portál je vůbec nejvýše položeným místem na celé Taurské dálnici.
Výstavba západního tubusu společností TAAG (Tauern Autobahn Aktiengesellschaft) započala v roce 1971 a v roce 1975 byl tunel, vylučující dopravu přes průsmyky v nadmořských výškách přes 1500 m u Horních Taur, otevřen.
Druhý tubus se začal stavět v roce 2006 a k průrazu došlo 8. července 2008. K dokončení potom došlo 30. dubna 2010.
Kompletně dokončený tunel byl otevřen 30. června 2011 za účasti zemské hejtmanky Gabi Burgstallerové, poté, co byl první tubus zrekonstruován.